# مارغريتا مع سترو
مارغريتا مع سترو هو فيلم درامي هندي عام 2014 باللغة الهندية من إخراج شونالي بوس. تقوم ببطولته كالكي كوشلين في دور مراهقة هندية مصابة بالشلل الدماغي تنتقل إلى أمريكا لتلقي تعليمها الجامعي وتبلغ سن الرشد بعد علاقتها المعقدة مع فتاة عمياء، لعبت دورها ساياني جوبتا. ريفاثي وكولجيت سينغ وويليام موسلي يلعبون أدوارًا داعمة. أنتج بوس بالشراكة مع صور متحركة Viacom18، وشارك في تأليف كتاب مارغريتا مع سترو بواسطة بوس ونايلش منياr. يتعامل الفيلم مع المفاهيم الصعبة للجنس والاندماج وحب الذات وقبول الذات. تصور بوس فكرة الفيلم في يناير 2011، خلال محادثة مع ماليني شيب ابنة عمها وناشط حقوق ذوي الاحتياجات الخاصة حول رغبة الأخيرة في التمتع بحياة جنسية طبيعية. مستوحاة من قصة شيب، كتب بوس المسودة الأولى لسيناريو الفيلم. بعد فوزها بجائزة معهد صندانس عن المسودة، قامت بتعديل السيناريو ليعكس وجهة نظرها الخاصة، ودمج العديد من التجارب الشخصية في السرد. أكمل بوس السيناريو مع الكاتب المشارك مانيار والمجلس الاستشاري لمعهد Sundance. كان بوس حريصًا على اختيار ممثلة مصابة بالشلل الدماغي للجزء المركزي، لكنها استعانت في النهاية بـ كويتشلين، الذي تعلم الحركات وأنماط الكلام للأشخاص المصابين بهذا الاضطراب. تم التصوير في دلهي ونيويورك في عام 2013، مع آن ميساوا كمديرة للتصوير. تم اختيار الفيلم للمؤسسة الوطنية لتطوير الأفلام في الهند لمبادرة Work-in-Progress Lab خلال مرحلة ما بعد الإنتاج، والتي اكتملت في النصف الأخير من عام 2013. تم تأليف الموسيقى التصويرية للفيلم بواسطة ميكي ماكليري. عرضت مارغريتا مع سترو لأول مرة في مهرجان تورنتو السينمائي الدولي لعام 2014. كما تم عرضه في مهرجان تالين بلاك نايتس السينمائي ومهرجان لندن السينمائي ومهرجان فيزول الدولي للسينما الآسيوية وفيلم Galway Fleadh. تم إصدار الفيلم بطريقة مسرحية في الهند في 17 أبريل 2015 لمراجعات إيجابية. أشاد المعلقون بمعظم جوانب الإنتاج وأداء كويتشلين واتجاه بوس. فازت كويتشلين بجائزة الشاشة لأفضل ممثلة جائزة الفيلم الوطني جائزة لجنة التحكيم الخاصة، وبوس بجائزة NETPAC في تورنتو. تجاريا، مارغريتا مع سترو حقق أكثر من 74 مليون ضد ميزانية إنتاج الفيلم 65 مليون.

## القصة
ليلى كابور (كالكي كويتشلن) مراهقة مصابة بالشلل الدماغي، تدرس في جامعة دلهي. إنها كاتبة طموحة وهي تؤلف أيضًا موسيقى لفرقة مستقلة في الجامعة. تطور ليلى مشاعرها تجاه المغنية الرئيسية، لكنها تنكسر قلبها عندما يتم رفضها. بالانتقال من التجربة، تشعر ليلى بسعادة غامرة لتلقي منحة دراسية لفصل دراسي في جامعة نيويورك. على الرغم من تحفظات والدها، انتقلت إلى قرية غرينتش، مانهاتن مع والدتها الأرثوذكسية في ولاية ماهاراشترا شوبانجينى داملي (ريفاثي). تلتقي ليلى بشاب جذاب يدعى جاريد (ويليام موسلي)، تم تكليفه بمساعدتها في فصل الكتابة الإبداعية. كما تلتقي ناشطة شابة، خانوم (ساياني جوبتا)، وهي فتاة عمياء من أصول باكستانية بنجلاديشية تقع في حبها. ليلى مفتونة بشخصية خانم المستقلة بشدة ومنظورها الإيجابي تجاه إعاقتها. يقضي الاثنان معظم وقتهما معًا، حيث يملأ كل منهما الآخر بمقدمي الرعاية. تشعر ليلى بالارتباك حيال ميولها الجنسية، حيث تنجذب إلى الرجال خاصة جاريد عندما تكون على علاقة جدية مع خانم. لقد مارست الجنس مع جاريد، فقط لتندم على ذلك على الفور. ليلى لا تخبر خانم عن هذا اللقاء. غافلة عن علاقة ابنتها بخانم، تدعو والدة ليلى خانم إلى دلهي لقضاء إجازة الشتاء مع عائلة ليلى. ليلى يجد في النهاية الشجاعة ل يخرج إلى والدتها حول حياتها الجنسية وعلاقتها مع خانوم، وكلاهما الدتها يعارض بشدة. اعترفت ليلى أيضًا لخانم بأنها مارست الجنس مع جاريد وتطلب منها العفو. يشعر خانم بالخيانة من قبل ليلى، وينفصل عنها ويغادر إلى نيويورك. تم تشخيص إصابة شوبانجيني بسرطان القولون المتقدم الذي انتكس بعد العلاجات السابقة. تتخطى ليلى خلافاتهما بينما تعالجها ليلى في المستشفى. تصالح الاثنان في النهاية قبل وقت قصير من وفاة شوبانجين. تلعب ليلى أغنية (سجلها شوبانجي) في جنازة شوبانجيني تخبرنا عن مدى حبها لها وكيف أنها كانت الوحيدة التي فهمتها على الإطلاق. شوهدت ليلى لاحقًا وهي تشرب مارغريتا.

## إنتاج

### تطوير
بدأت شونالي بوس العمل على قصة في يناير 2011، حول عيد ميلاد ابنها السابع عشر (توفي العام السابق). عملت على المسودة الأولى بشكل مكثف لمدة شهر تقريبًا. على الرغم من أن الشخصية الرئيسية لليلى مبنية على ابنة عمها ماليني شيب، وهي ناشطة في مجال حقوق ذوي الاحتياجات الخاصة، إلا أن السرد يتبع تجربة بوس الخاصة في فقدان أحد أفراد أسرتها. واعترفت بصعوبة دمج قصتها الشخصية في القصة ووصفتها بأنها «رحلة عاطفية صعبة». تم تصور فكرة العمل على فيلم عن الإعاقة خلال محادثة عارضة بين بوس وعمتها (والدة تشيب)، التي أرادت أن تعمل ابنة أختها في مشروع مماثل يهدف إلى خلق الوعي بشأن هذا الموضوع. بعد أن نشأ في نفس المنزل مع شيب، كان بوس على دراية بالتمييز الذي يواجهه الأشخاص ذوو الإعاقة. كانت مفتونة بشكل خاص بالجهل العام الذي يظهر تجاه النشاط الجنسي للأشخاص ذوي الإعاقة، وبالتالي قررت دمجها في السرد. قام بوس في وقت لاحق بتكييف المسودة الأصلية إلى نص فيلم طويل لمارجريتا مع سترو مع الكاتب المشارك نيليش مانيار. في عام 2012، فاز السيناريو بجائزة صندانس ماهيندرا المخرج العالمي. وكجزء من الجائزة، حصل الثنائي على إرشاد من موظفي معهد صندانس والمستشارين المبدعين، وشاركا في مختبر برنامج الأفلام الطويلة، حيث قرر بوس تعديل القصة. بعد أن أخبرها المجلس الاستشاري بأنها «ليست في مظهر الشخصية»، قررت بوس إعادة كتابة السيناريو من منظورها الخاص، بدلاً من محاولة دمج وجهة نظر شيب فقط. قالت إنه بعد فوزها بالجائزة فقط أدرجت وإن كان ذلك دون وعي تجربتها كامرأة ثنائية الجنس في الهند في السرد. عمل بوس ومانيار لمدة عامين على السيناريو حيث مر أكثر من أربعين مراجعة قبل أن يصبح السيناريو النهائي.

### التمثيل

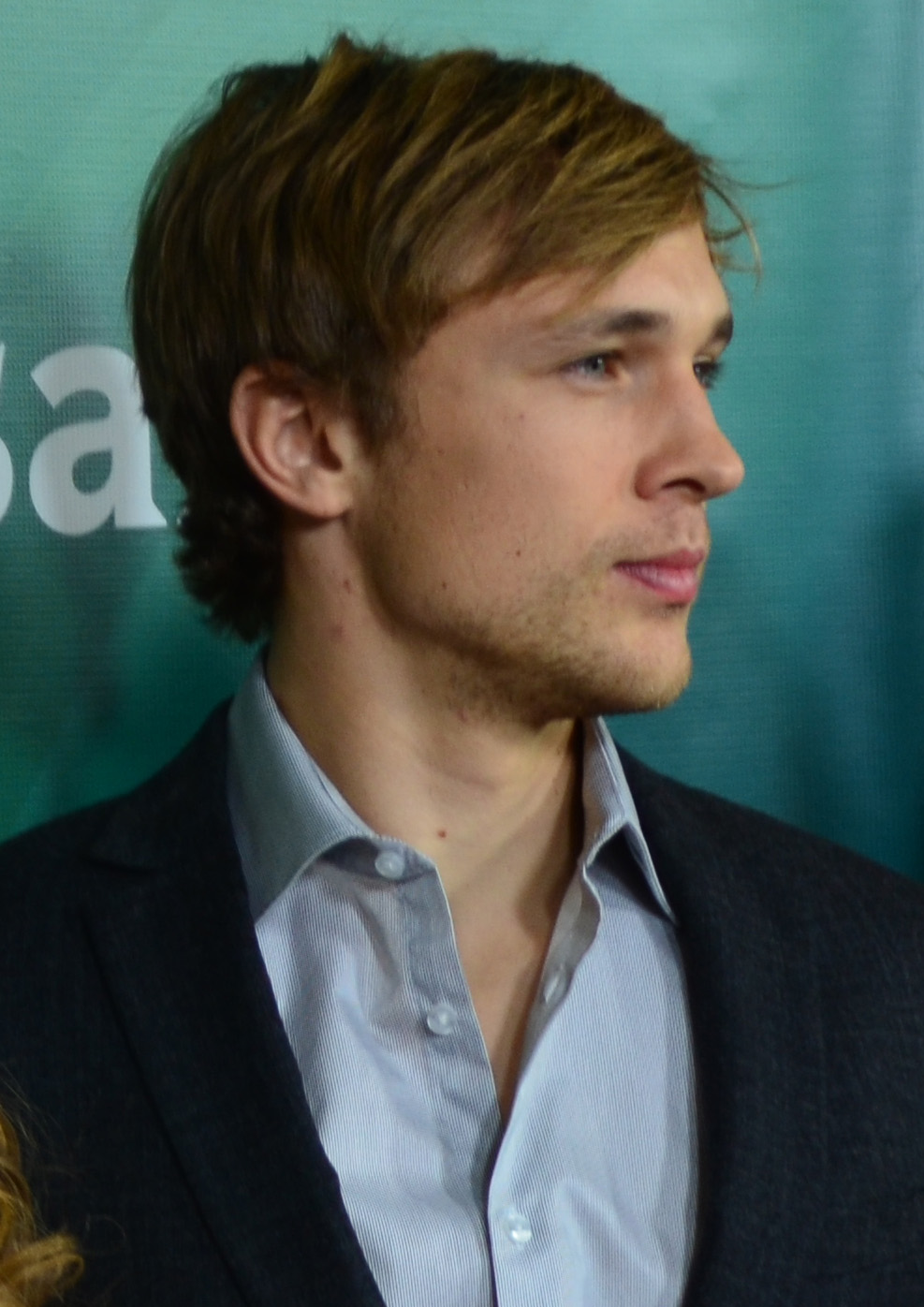
يلعب William Moseley دور الحب في شخصية كويتشلين

أراد بوس في الأصل تمثيل الممثلين ذوي الإعاقات نفسها مثل شخصيات ليلى وخانم. نظرًا لعدم وجود ممثلات مصابات بالشلل الدماغي في الهند، فقد أجرت اختبارات على الدور في المؤسسات التي تقدم خدماتها للمرضى، ولكنها لم تجد الشخص المناسب للعب الدور المركزي. كما اجتمعت بوز مع ممثلة عمياء في أوائل الثلاثينيات من عمرها لمناقشة دور خانم، الشخصية التي ارتبطت بها. رفضت الممثلة متابعة الدور، لعدم ارتياحها للمحتوى الجنسي للنص. ومع ذلك، فقد ساعدت بوس من خلال مساعدة ساياني جوبتا، الذي تم اختياره في النهاية كـ خانوم. بعد أن قررت اختيار شخصية احترافية لدور ليلى، اقتربت بوس من كالكي كويشلين، التي قالت إنها «الاختيار الأول والوحيد» لها لهذا الدور. منذ أن كان ييه جواني هي ديواني لا يزال يصور لـ ييه جواني هي ديواني (2013) في ذلك الوقت، بدأ بوس في البحث عن ممثلات أخريات لأداء الدور، لكنه شعر أن «شيئًا ما كان مفقودًا» في كل واحدة. قررت في النهاية تأجيل التصوير لمدة ثلاثة أشهر لاستيعاب خيارها الأول. اعترفت كويتشلين بأن الدور كان التحدي الأكبر في حياتها المهنية السينمائية واستغرقت ستة أشهر للتحضير له. خضعت لورشة عمل تدريبية لمدة ستة أسابيع مع الممثل عادل حسين، والتي كانت تهدف إلى جعل «لغة جسدها تبدو طبيعية»، مع التركيز أيضًا على نمط الكلام لدى مرضى الشلل الدماغي. أمضت كويتشلين وقتًا طويلاً مع شيب وأخصائي العلاج الطبيعي ومعالج النطق. كما حضرت ورشة عمل لمدة شهر في دلهي، حيث عملت على حركات أجزاء الجسم. على الرغم من أن الفيلم يتناول جوانب من تحديات الإعاقة الجسدية، فقد أطلق عليه كويتشلين لقب «romcom ضمن بعض العقبات». وصف بوس أيضا الفيلم بأنه قصة بلوغ سن الرشد عن «رحلة المرأة للعثور على الحب». مانيار، التي عملت أيضًا كمخرجة اختيار الفيلم، اتصلت بجوبتا لدور خانوم أثناء عملها في برنامج السفر Yeh Hai India Meri Jaan. فور جذبها إلى الشخصية، وافق Gupta على الاختبار وتم اختياره للدور بعد عملية اختيار مطولة استمرت حوالي شهر. وقالت في مقابلة لاحقة إنها شعرت بأنها محظوظة لتكريس شخصية خانم. للتحضير للدور، ظل جوبتا معصوب العينين أثناء القيام بالأنشطة اليومية مثل الطهي والاستحمام وقضى وقتًا بصوت خاص ومدرب لهجة. كما حضرت دروسًا في الجمعية الوطنية للمكفوفين، حيث تعلمت أساسيات برايل. وافقت ريفاثي، التي لعبت دور أم لطفل صغير مصاب بالشلل الدماغي في أنجالي (1990)، على لعب دور والدة ليلى بعد قراءة السيناريو. تم اختيار ويليام موسلي في دور جاريد، وهو طالب بريطاني في فصل ليلى.

### التصوير وما بعد الإنتاج

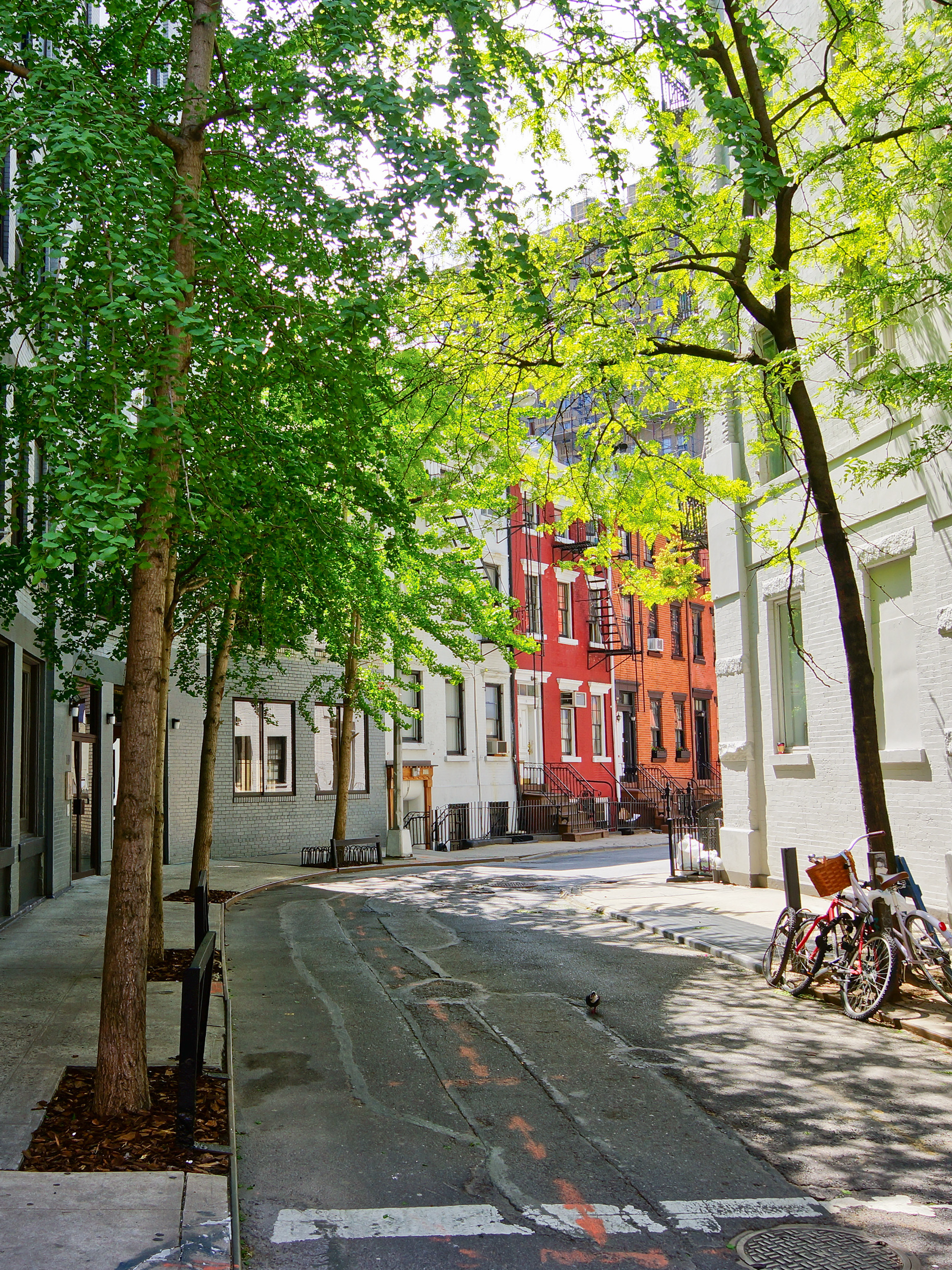
تم تعيين النصف الأخير من الفيلم في قرية غرينتش، مدينة نيويورك

بدأ التصوير الرئيسي لمارغريتا مع سترو في عام 2013 وتم إجراءه في نيودلهي ونيويورك بجدولين منفصلين. عملت آن ميساوا كمديرة التصوير. بينما تم تعيين النصف الأول من القصة في كلية شري رام للتجارة بجامعة دلهي، تم تصويرها بشكل أساسي في ميراندا هاوس. شارك طلاب وموظفون من مؤسسات مثل كلية رامجاس والسيدة شري رام بنشاط في المشروع. لعب تينزين دالها طالب العلوم السياسية في العام الأخير من السابق أحد اهتمامات كويتشلين الحب في الفيلم، ولعب Shuchi Dwivedi من الأخير أفضل صديق لـ كويتشلين. تم اختيار طلاب آخرين من الجامعة كأعضاء في فرقة محلية، ضمت أيضًا دالا ودويفيدي. لعب والد كويتشلين دور Kuljeet Singh، أستاذ الأدب الإنجليزي من كلية كلية سري جورو تيج بهادور خالسا.
يقع في حي قرية غرينتش، النصف الثاني من Margarita مع سترو تم تصويره خلال الصيف في نيويورك. تم التصوير في جزيرة روزفلت وكوني آيلاند. خلقت آلات الثلج البيئة الاصطناعية المطلوبة لتسلسلات مختلفة خلال فصل الشتاء. واجه الطاقم صعوبات في تصوير بعض المشاهد. في مرحلة ما، تعطلت الشاحنة التي كانت تستخدم لحمل كويتشلين في كرسيها المتحرك وكان لابد من تثبيتها يدويًا أثناء التصوير. قبل تصوير المشاهد الجنسية، حضر الممثلون ورش عمل لتطوير فهم أفضل للحميمية العاطفية والجنسية. حضر موسلي، الذي كان قلقًا بشكل خاص بشأن مشاهده مع كويتشلين، ورشة عمل أجرتها بوس بنفسها. تم تصوير الفيلم الكامل في شهرين.
تم اختيار مارغريتا ويذ سترو لمبادرة مختبر العمل الجاري في المؤسسة الوطنية لتطوير الأفلام في الهند خلال مرحلة ما بعد الإنتاج في عام 2013. تم تحريره بواسطة مونيشا بالداوا وتم عمل خلط الصوت بواسطة ريسول بوكوتي وعمريت بريتام. تمت إزالة بعض المشاهد التي بها عري أمامي أثناء عملية التحرير لتجنب التعارض مع المجلس المركزي لشهادة الأفلام. من إنتاج صور متحركة Viacom18 وIshan Talkies، بالاشتراك مع مجموعة ياخوتيا وAdapt، استمر المقطع النهائي للفيلم لمدة 100 دقيقة. قامت بوس بتمويل المشروع بنفسها حيث أن Viacom18 غطت فقط نصف المبلغ المقدر بـ 65 مليون تكلفة الإنتاج. سحب شريك آخر دعمه المالي قبل حوالي عشرة أيام من بدء التصوير. كان على بوس التقدم بطلب للحصول على قرض شخصي لدفع الفواتير، لكنه كان قادرًا على إكمال الفيلم بدعم من أفراد الطاقم، الذين وافقوا على تأجيل مدفوعاتهم. تم الحصول على حقوق التوزيع الدولية لـ مارغريتا مع سترو من قبل شركة Wide Management، وهي شركة توزيع مبيعات وإنتاج ومقرها باريس.

## تسجيل صوتي
قام المخرج والمغني ميكي ماكليري بتأليف الموسيقى التصويرية لمارغريتا مع سترو، حيث عمل جوي باروا كضيف موسيقي لكلا النسختين من أغنية "Dusokute". كلمات الألبوم كتبها براسون جوشي بشكل أساسي، باستثناء مقطعي «أنا بحاجة إلى رجل» و«لا تذهب للجري في أي وقت قريبًا»، والأخيرة تضم كلمات إنجليزية كتبها ماكليري. قدم فنانون مثل شارميستا تشاترجي، سونو كاكار، أنوشكا مانشاندا، راشيل فارغيز، فيفيان بوشا، وراجنيغاندا شيخاوات غناء للألبوم على مسارات مختلفة. أول مسار تم إصداره، رقم الروك الناعم "Dusokute"، ألحان في الأصل باروا باللغة الأسامية وأعيد كتابته باللغة الهندية جوشي. في أبريل 2015، تم إصدار الموسيقى التصويرية الكاملة تحت علامة شركة زي ميوزيك.
أعطى النقاد مثل كاسمين فرنانديز وجوغيندر توتيجا مراجعات إيجابية للأسلوب غير التقليدي للموسيقى التصويرية. وباروا في «غناء حيوية» السابقة مشكورة في "Dusokute" و«دس بعد أنيق» عدد «Balamwa الخارجية» في مراجعة لها 3الخروج من 5 نجوم لل في الهند تايمز. وصفت كلمات جوشي بأنها «مرحة»، لكنها لم تتأثر كثيرًا بكتابة ماكليري «المقبولة». لاحظ توتيجا، الذي كان يكتب لـ بوليوود هانجاما، افتقار الألبوم إلى جاذبية تجارية وكتب أنه في أفضل الأحوال «يتلاءم جيدًا مع المسرح والإعداد الذي يمثله الفيلم». وأشاد بإتقان مكليري للتركيبات الإنجليزية و«سحره الصبياني» كمطرب. أعجب توتيجا بشكل خاص بـ «غناء Pocha» في "I Need a Man" والتأثير الهادئ للمقطعين الأخيرين من الألبوم. كما وجد اختيار فنانين مثل مانشاندا وكاكار غريبًا لما وصفه بأنه ألبوم متأثر بشدة بالموسيقى الغربية. اعتبر بريان دورهام من ديلي نيوز أند أناليسيس أن مسارات الثنائي «غير عادية» و«صريحة». وأشار إلى أن الرقم الموسيقي «موضوع ليلى» هو «القلب النابض للفيلم».

## البث
تم عرض مارغريتا مع سترو لأول مرة في جميع أنحاء العالم في مهرجان تورونتو السينمائي الدولي 2014، حيث لقي ترحيبا حارا. حضر الحفل الممثلون وطاقم العمل، بما في ذلك بوس وكويتشلين. قالت الأخيرة إنها غارقة في الاستجابة و«أحببت أن ترى الجمهور يبكون ويضحك مع الفيلم». تم عرض الفيلم لاحقًا في مهرجانات سينمائية في جميع أنحاء أوروبا، بما في ذلك مهرجان تالين بلاك نايتس السينمائي،  مهرجان BFI لندن السينمائي،  غالواي فيلم فليد،  مهرجان فيسول للسينما الآسيوية،  ومهرجان جيفوني السينمائي الدولي. عرض فيلم مارغريتا مع سترو العرض الأول في أمريكا في مهرجان بالم سبرينغز السينمائي الدولي لعام 2015. تم عرضه في مسرح كاسترو في CAAMFest، وعرض في مهرجان سانتا باربرا السينمائي الدولي في وقت لاحق من ذلك العام. افتتح الفيلم 2015 مهرجان نيويورك السينمائي الهندي،  وظهر أيضًا في مهرجان بوسان السينمائي الدولي التاسع عشر ومهرجان إسطنبول السينمائي. كانت Out on Film وMiami Gay & Lesbian Film Festival ومهرجان شيكاغو السينمائي الدولي من بين أحداث مجتمع الميم التي عرضت الإنتاج.
بعد الحصول على الإشادة في دائرة المهرجانات السينمائية الدولية، أرسلها منتجو مارغريتا مع سترو مباشرة إلى المجلس المركزي لشهادة الأفلام. تم النظر في قرار عدم إرسالها إلى أي من مهرجانات الأفلام الهندية الكبرى من قبل المعلقين مثل أوما دا كونها، محرر Film India Worldwide، كجزء من إستراتيجية التسويق. قال سرينيفاسان نارايان، منظم مهرجان مومباي السينمائي الدولي، إنه على الرغم من نمو مهرجانات الأفلام الهندية، إلا أنها لم تصل بعد إلى المستوى الذي يمكنها من خلاله التنافس على العروض الدولية الأولى. بدلاً من ذلك، قامت مارغريتا مع سترو بعروض مسبقة العرض لأعضاء صناعة السينما الهندية في مومباي. إلى جانب الممثلين وطاقم الإنتاج، حضر هذه العروض أميتاب وجايا باتشان وأمير خان وكيران راو وفيديا بالان وأنوراغ كاشياب وشرادها كابور. تم استقبال الفيلم بشكل إيجابي في ذلك الوقت. استضافت شخصيات بوليوود بما في ذلك خان وهريثيك روشان عروض خاصة منفصلة للفيلم. قبل إطلاقه التجاري، نظم الطاقم العديد من الأحداث الترويجية. في مقابلة مع خدمة الأخبار الهندية الآسيوية، تحدث كويتشلين عن أهمية التسويق لفيلم مستقل، قائلاً إنه على الرغم من أن محتوى الأفلام أصبح أفضل، تظل بوليوود صناعة مدفوعة إلى حد كبير بمكاسب شباك التذاكر. أراد بوس أن يتم تسويق الفيلم على أنه فيلم تجاري على الرغم من جاذبية دار الفن. لم تكن حريصة جدًا على إرسالها إلى مهرجانات الأفلام وطلبت لاحقًا من المنتجين تجنب ذكر الجوائز التي فاز بها الفيلم في أي من الأحداث الترويجية. تم إصدار المقطع الدعائي الرسمي في 4 مارس 2015 على قناة يوتيوب الرسمية لشركة صور متحركة Viacom18. كما تم الكشف عن ملصقات النظرة الأولى التي تظهر فيها كويتشلين وهو يحتسي مارغريتا باستخدام ماصة للشرب في نفس اليوم. تم إصدار الفيلم بطريقة مسرحية في الهند في 17 أبريل 2015. إنه متوفر على Netflix.

## استقبال

### استقبال نقدي
حظيت مارغريتا مع سترو بتعليقات إيجابية،  ووصف البعض الفيلم بأنه «تحرري رائع»  و«إنجاز للسينما الهندية». تم توجيه ثناء خاص نحو أداء كويتشلين وتصوير بوس الحساس للشلل الدماغي. أشاد سيبال تشاترجي من إن دي تي في بالصورة الصادقة للإعاقة وسُرَّ بكيفية توقف إعاقة ليلى في النهاية عن كونها مهمة. وبالمثل، وجد بارادواج رانجان أن علاج بوس للإعاقة والحياة الطبيعية منعش: وفقًا لرانجان، «لا يوجد أثر للصورة النمطية، ولا ذرة من الشفقة على الذات» في التوصيف، والشيء الأكثر لفتًا للنظر هو أن «ليلى ليست مختلفة شخص قادر. إنها شخص ذو قدرات مختلفة الإنسان يأتي أولاً، والحالة فقط في وقت لاحق». أول منشور Deepanjana بال وأعجب خاصة من قبل مشاهد جنسية، الذي سلمه «الحنان تجاه عشاق تظهر على الشاشة» دون أن تكون غريبة أو خجول.

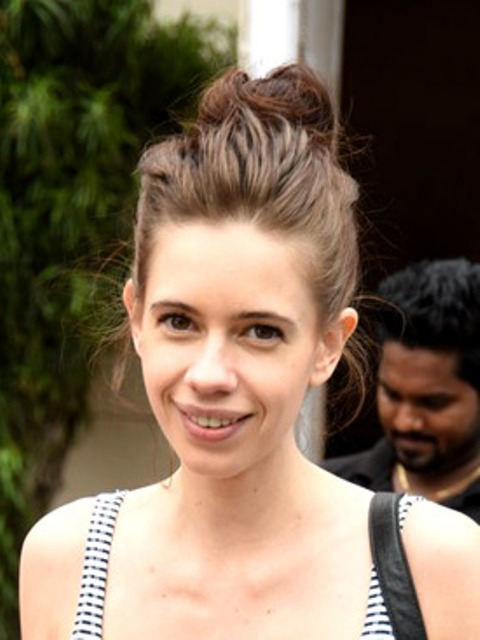
تم الإشادة بأداء كويتشلين، وحصلت على العديد من الجوائز، بما في ذلك جائزة الفيلم الوطني.

جذب أداء كوشلين في دور ليلى الكثير من الانتباه من نقاد السينما، الذين نسبوا جاذبيتها على الشاشة إلى الافتقار إلى التمثيل التمثيلي، و«فنها البسيط». كتبت فينكي فيمبو من الصحيفة الهندوسية أن كويتشلين قدمت «مثل هذه المحاكاة الحقيقية لتصويرها لشخص مصاب بالشلل الدماغي، بحيث تنسى أنها ممثلة قوية جسديًا». الكتابة الاستئناف التجاري، مقارنة جون Beifuss أداء كويتشلين ل إيدي ريدماين تصوير الصورة من ستيفن هوكينغ في فيلم السيرة الذاتية نظرية كل شيء (2014). كتب أن أدائها كان سيجذب إشعار جائزة الأوسكار في إنتاج استوديو سينمائي كبير. وقد ردد كتّاب آخرون هذا الرأي أيضًا. تلقى فريق الدعم أيضًا مراجعات إيجابية. تمت الإشادة بتصوير ريفاثي «الدقيق»  للأم، وتم تمييز أدائها على أنه «أكثر إقناعًا»  أكثر من أي فيلم آخر في الفيلم. قدم غاري غولدشتاين، الذي كتب في صحيفة لوس أنجلوس تايمز، ردودًا متباينة على الإنتاج، لكنه كتب أنه «من الصعب ألا تُأسر» عروض كويتشلين وغوبتا.
كما أشاد المراقبون بالجوانب الفنية للفيلم، ورجوا جاذبيته إلى نصه، الذي كان «مثيرًا للانفعالات العاطفية ومفعمًا بالذهول»  و«مباشر من القلب». تم الإشادة باتجاه بوس لضبط النفس و«التقشف اللامع»  و«الاستخدام الخبير للعواطف واللحظات». سلط الكثيرون الضوء أيضًا على التصوير السينمائي وأثنوا على ميساوا «لعملها الحكيم»  و«أضاءت إطارات ساحرة بنور خافت يشبه الحلم تقريبًا». انتقد المعلقون مثل شيلبا جامخانديكار من رويترز وميهير فادنافيس من Firstpost تغيير النبرة وسارعوا إلى السرد في النصف الثاني من الفيلم. على الرغم من أن الأخير كان سعيدًا بالنصف الأول من الفيلم، إلا أنه اعتقد أنه بعد «بداية قوية ومجيدة، فشل بوس في التوصل إلى حل مناسب». كان ديفيش شارما ينتقد حبكة الفيلم المتناثرة في مراجعته لفيلم فير. وكتب أنه «يتخطى ويقفز من نقطة إلى أخرى»، تاركًا المشاهد غير راضٍ. أشار جامخانديكار بالمثل إلى أن بوس قدم «الكثير من الوسائل والصراعات» في السرد.

### شباك التذاكر
تم إصدار مارغريتا مع سترو في الهند على حوالي 250 شاشة. بعد جمع المبلغ الضئيل 5 مليون روبية هندية (83٬000 دولار أمريكي) في يوم الافتتاح، بدأت الأرقام في النمو خلال الأيام التالية، ويرجع ذلك إلى حد كبير إلى الكلمات الإيجابية الشفوية. جمع الفيلم إجماليات محسّنة من 7.2 مليون روبية هندية (120٬000 دولار أمريكي) يوم السبت و9 مليون روبية هندية (150٬000 دولار أمريكي) يوم الأحد، وبذلك وصلت مجموعات نهاية الأسبوع الافتتاحية إلى 21.2 مليون روبية هندية (350٬000 دولار أمريكي). واجهت منافسة من إنتاجات أخرى بما في ذلك Mr. X والإصدارات السابقة إيك باهيلي ليلا والمحقق بيومكيش باكشي في عطلة نهاية الأسبوع الافتتاحية في شباك التذاكر، ولكن كان من المتوقع أن يؤدي أداءً جيدًا بسبب المراجعات الإيجابية. ظلت أرقام الأسبوع الأول ثابتة عند 32.4 مليون روبية هندية (540٬000 دولار أمريكي). حقق الفيلم أداءً جيدًا بشكل خاص في المناطق الحضرية مثل مومباي ومنطقة العاصمة الوطنية حيث جمعت 19 مليون روبية هندية (320٬000 دولار أمريكي) و15 مليون روبية هندية (250٬000 دولار أمريكي)على التوالي. تم تحليل هذا الاتجاه من قبل شبها دي علي أنه «تحول جذري في أذواق الجمهور الحضري». لاحظت القبول المكتشف حديثًا للموضوعات غير التقليدية والجنسية في السينما الهندية. حققت مارغريتا مع سترو ما مجموعه 74 مليون روبية هندية (1٫2 مليون دولار أمريكي) خلال مسيرته المسرحية.

### الجوائز
فاز بوس بجائزة NETPAC في مهرجان تورونتو السينمائي الدولي. حصل الإنتاج بعد ذلك على جائزة الجمهور ولجنة تحكيم الشباب في مهرجان تالين بلاك نايتس السينمائي ومهرجان فيسول السينمائي الدولي للسينما الآسيوية، على التوالي. فازت كويتشلين بالعديد من الجوائز عن أدائها، بما في ذلك جائزة أفضل ممثلة في تالين، وجائزة الشاشة لأفضل ممثلة، وجائزة لجنة التحكيم في حفل توزيع جوائز السينما الوطنية رقم 63. كما حصلت على ترشيحات لأفضل ممثلة في مهرجان سياتل السينمائي الدولي وجوائز الأفلام الآسيوية. فاز ماكليري بجائزة أفضل ملحن في الحفل الأخير.

## وصلات خارجية
- مارغريتا مع سترو على موقع IMDb (الإنجليزية)
- مارغريتا مع سترو على موقع ميتاكريتيك (الإنجليزية)
- مارغريتا مع سترو على موقع روتن توميتوز (الإنجليزية)
- مارغريتا مع سترو على موقع نتفليكس (الإنجليزية)
- مارغريتا مع سترو على موقع ألو سيني (الفرنسية)
- مارغريتا مع سترو على موقع فيلمافينيتي (الإسبانية)
- مارغريتا مع سترو على موقع قاعدة بيانات الفيلم (الإنجليزية)
- مارغريتا مع سترو على موقع ليتربوكسد (الإنجليزية)
- مارغريتا مع سترو على موقع كينوبويسك (الروسية)